# Bythocarididae
Bythocarididae (лат.) — семейство настоящих креветок (Decapoda) из надсемейства Alpheoidea подотряда Pleocyemata. Включает около 20 видов.

## Описание
Роды этого таксона представляют семейство глубоководных (батиальных) креветок. Общие признаки включают короткий, невооруженный рострум, карпус второго перейопода (хелипеда) состоит из 8—12 частей, отсутствие мандибулярных пальп. Окраска в основном красная, что характерно для креветок, живущих на небольшой глубине, хотя креветки из арктических вод несколько бледнее. У одних видов Bythocaris глаза нормального размера с пигментированными роговицами, у других — без пигментации, с ровными стебельками и роговицами (у Bathyhippolyte и Cryptocheles глаза сильно редуцированы). Креветки с такими глазами должны быть частично или полностью слепыми. У самок Bythocarides вылупляются и инкубируются очень крупные яйца, что указывает на то, что у них сильно сокращенное прямое развитие. Как и у многих видов Hippolytidae (s.l.), самцы мельче самок. Половая система самцов и самок многих видов Bythocaris была исследована Соколовым и Спиридоновым (2006). Они не обнаружили признаков протандрической смены пола, значит у большинства видов есть раздельный пол.

## Классификация
Включает 4 рода и более 20 видов, в том числе, три монотипических рода. Ранее представителей семейства включали в состав семейства обыкновенные креветки (Hippolytidae). Морфологические и генетические исследования показали, что Bythocarididae это отдельная от них группа.
- Bathyhippolyte Hayashi & Miyake, 1970[6] — 1 вид
- Bythocarides Sokolov, 2002[7] — 1 вид
- Bythocaris G.O. Sars, 1870 — 17 видов[8][9]
- Cryptocheles G. O. Sars, 1870[10] — 1 вид